# Aleck Wickham
Aleck Wickham (1º settembre 1978) è un ex calciatore salomonese, di ruolo difensore.

## Carriera

### Nazionale
Ha debuttato in Nazionale il 27 luglio 2011, nell'amichevole Vanuatu-Isole Salomone (0-0). Ha partecipato, con la Nazionale, alla Coppa delle nazioni oceaniane 2012. Ha collezionato in totale, con la maglia della Nazionale, tre presenze.

## Statistiche

### Cronologia presenze e reti in Nazionale
| Cronologia completa delle presenze e delle reti in nazionale ― Isole Salomone | Cronologia completa delle presenze e delle reti in nazionale ― Isole Salomone | Cronologia completa delle presenze e delle reti in nazionale ― Isole Salomone | Cronologia completa delle presenze e delle reti in nazionale ― Isole Salomone | Cronologia completa delle presenze e delle reti in nazionale ― Isole Salomone | Cronologia completa delle presenze e delle reti in nazionale ― Isole Salomone | Cronologia completa delle presenze e delle reti in nazionale ― Isole Salomone | Cronologia completa delle presenze e delle reti in nazionale ― Isole Salomone |
| Data                                                                          | Città                                                                         | In casa                                                                       | Risultato                                                                     | Ospiti                                                                        | Competizione                                                                  | Reti                                                                          | Note                                                                          |
| ----------------------------------------------------------------------------- | ----------------------------------------------------------------------------- | ----------------------------------------------------------------------------- | ----------------------------------------------------------------------------- | ----------------------------------------------------------------------------- | ----------------------------------------------------------------------------- | ----------------------------------------------------------------------------- | ----------------------------------------------------------------------------- |
| 27-07-2011                                                                    | Port-Vila                                                                     | Vanuatu                                                                       | 0 – 0                                                                         | Isole Salomone                                                                | Amichevole                                                                    | -                                                                             | 46’                                                                           |
| 06-06-2012                                                                    | Honiara                                                                       | Nuova Zelanda                                                                 | 1 – 1                                                                         | Isole Salomone                                                                | Qual. Mondiali 2014                                                           | -                                                                             | 48’                                                                           |
| 10-06-2012                                                                    | Honiara                                                                       | Isole Salomone                                                                | 3 – 4                                                                         | Nuova Zelanda                                                                 | Qual. Mondiali 2014                                                           | -                                                                             | 38’                                                                           |
| Totale                                                                        |                                                                               | Presenze                                                                      | 3                                                                             |                                                                               | Reti                                                                          | 0                                                                             |                                                                               |